# لويس بيرنير
لويس بيرنير (بالفرنسية: Louis Bernier)‏ هو مهندس معماري فرنسي، ولد في 21 فبراير 1845 في باريس في فرنسا، وتوفي بنفس المكان في 2 فبراير 1919.